# مهرجان أفلام سرطان الثدي
مهرجان أفلام سرطان الثدي هو مهرجان سينمائي سنوي تستضيفه إعادة التفكير في سرطان الثدي في تورونتو، كندا، وهو مخصص للتوعية بسرطان الثدي. يعرض المهرجان المتعدد البرامج أفلاماً تغطي الطيف العاطفي للمرض.
وفي عام 2011، تضمنت الأفلام التي تم عرضها فيلم «حولها»، «تعرى كل شئ»، «سرطاناً جنونياً مثيراً»، «واحد من 1 في المائة» «قصة ساندي آهيناكي» و«المنكوبة»، وكذلك الموسم الأول، الحلقة الثالثة من سي الكبير.